# Raiamas bola
Raiamas bola är en fiskart som först beskrevs av Hamilton 1822.  Raiamas bola ingår i släktet Raiamas och familjen karpfiskar. IUCN kategoriserar arten globalt som livskraftig. Inga underarter finns listade i Catalogue of Life.